# Wald-Hahnenfuß
Der Wald-Hahnenfuß (Ranunculus nemorosus), auch Hain-Hahnenfuß genannt, ist eine Pflanzenart aus der Familie der Hahnenfußgewächse (Ranunculaceae).

## Beschreibung

### Vegetative Merkmale
Der Wald-Hahnenfuß ist eine mehrjährige, krautige Pflanze und erreicht Wuchshöhen von 10 bis 80 Zentimetern. Die Stängel sind steif bis schief aufrecht und spitzwinklig verzweigt. Die Grundblätter sind dreispaltig und im Umriss fünfeckig; die Stängelblätter sind bis auf den Grund in schmal-lanzettliche Abschnitte gespalten.

### Generative Merkmale
Die Blütezeit reicht Mai bis Juli. Die Blütenstiele sind gefurcht.
Die zwittrige Blüte ist bei einem Durchmesser von 2 bis 3 Zentimetern radiärsymmetrisch. Der Blütenboden ist behaart. Die Kelchblätter liegen den Kronblätter an und sind außen abstehend behaart. Die gelben Kronblätter sind bei einer Länge von 15 bis 20 Millimetern breit-eiförmig.
Die Früchtchen sind rundlich, flachgedrückt, mit einem Durchmesser von 2,6 bis 3 Millimeter. Der Schnabel ist bei jungen Früchtchen stark eingerollt, bei älteren etwas weniger, er ist ein Drittel bis halb so lang wie das Früchtchen.
Die Art ist diploid, ihre Chromosomenzahl ist 2n = 16.

## Vorkommen
Standorte sind meist Edellaubwälder, besonders Fichten-Tannen-Buchenwälder, und Magerwiesen von der montanen bis zur subalpinen Höhenstufe. Sie kommt in Mitteleuropa in Pflanzengesellschaften des Carpinion, Cephalanthero-Fagion, Alno-Ulmion oder des Galio-Abietenion, aber auch in Magerrasen des Mesobromion, Molinion, Violion oder in Gebirgswiesen oder -weiden  (Cynosurion, Polygono-Trisetion) vor.
In den Allgäuer Alpen steigt sie am Koblat beim Nebelhorn in Bayern bis in Höhenlagen von 2030 Metern auf.
Die Sippe ist in Mitteleuropa und im nördlichen Südeuropa weit verbreitet.

## Systematik
Ranunculus polyanthemos gehört zu einer Gruppe schwierig zu unterscheidender Hahnenfuß-Arten und wird daher besser als Unterart subsp. nemorosus (DC.) Schübl. & G.Martens zu Ranunculus polyanthemos L. (oder als subsp. nemorosus (DC.) G.López zu Ranunculus serpens Schrank) gestellt.
Zur Gruppe Vielblütiger Hahnenfuß (Ranunculus polyanthemos L. s. l.) gehören Unterarten der Art Ranunculus polyanthemos L., die auch als eigene Arten angesehen werden. Dies sind:
- Wald-Hahnenfuß (Ranunculus polyanthemos L. subsp. polyanthemos)
- Hain-Hahnenfuß (Ranunculus polyanthemos subsp. nemorosus (DC.) Schübl. & G.Martens): Es gibt Fundortangaben für Spanien, Frankreich, Belgien, Luxemburg, die Niederlande, Deutschland, der Schweiz, Österreich, Liechtenstein, Tschechien, Polen, Estland, Norwegen, Schweden, Dänemark, Italien, Korsika, Slowenien, Albanien, Bulgarien, Griechenland, Rumänien, in der Ukraine, in Moldawien, Russland, im Kaukasusraum und in Georgien vor.[5]
- Ranunculus polyanthemos subsp. polyanthemoides (Boreau) Ahlfv.
- Ranunculus polyanthemos subsp. polyanthemophyllus (W.Koch & H.E.Hess) Baltisb.: Es gibt Fundortangaben für Frankreich, Deutschland, die Schweiz, Österreich, Liechtenstein, Italien und im früheren Jugoslawien vor.[5]
- Ranunculus polyanthemos subsp. schennikovii (Tzvelev) Tzvelev: Sie kommt in Russland vor.[5]
- Wurzelnder Hahnenfuß (Ranunculus polyanthemos subsp. serpens (Schrank) Baltisb.): Er kommt in großen Teilen Europas vor und in Georgien.[5]
- Ranunculus polyanthemos subsp. thomasii (Ten.) Tutin: Sie kommt nur in Italien vor.[5]